# Битва під Опішнею
Битва під Опішнею — битва, що відбулася 8 лютого 1709 року під час шведського вторгнення до Московського царства у Великій Північній війні. Після коштовної для шведів облоги Веприка вони під проводом Карла XII почали в цій місцевості наступ на московські війська. Мета цього наступу не була зрозумілою росіянам  — їм довелося розпорошити свої головні сили, щоб покрити можливі напрямки атаки. Одними з таких сил були війська під орудою Меншикова, розташовані під Опішнею на Ворсклі з метою перепиняти будь-яку спробу шведів перетнути річку. Карл мав намір напасти на Меншикова і його 6-тисячну кінноту несподівано, щоб змусити їх відійти з позицій. На це завдання він повів 2000 кіннотників і зумів заскочити московитів цілком зненацька під час їхньої вечері. Карл негайно ринувся зі своїми людьми в атаку і вимів московських вояків із міста, а потім вдався до запеклої погоні по степу. У цій операції московити втратили більш ніж 450 вояків, шведи — лише 19. Можливо, ще важливішим здобутком було те, що шведи тепер могли переправитися через Ворсклу. Наступ тривав ще деякий час, доки Карл не дійшов до Краснокутська, де він змусив московитів на бігу до ще однієї битви.